# Cirrhilabrus rubriventralis
Cirrhilabrus rubriventralis Springer & Randall, 1974 è un pesce d'acqua salata appartenente alla famiglia Labridae che proviene dall'ovest dell'oceano Indiano.

## Distribuzione e habitat
Proviene dalle barriere coralline dell'oceano Indiano occidentale e del Mar Rosso; è stato localizzato in Sri Lanka, Oman, Filippine, Sumatra e Sudafrica. Nuota tra i 3 e i 43 m di profondità.

## Descrizione
Presenta un corpo allungato, leggermente compresso lateralmente, con la testa dal profilo appuntito e gli occhi grandi. La dimensione massima registrata è di 7,5 cm.
Le femmine hanno un corpo più allungato dei maschi, prevalentemente rosse con il ventre più chiaro e delle sottili striature azzurre sul dorso e sulla testa. Le pinne sono trasparenti e alla base delle pinne pettorali c'è una macchia gialla. I maschi adulti, invece, hanno il dorso rosso e il ventre bianco. La pinna dorsale è alta, rossa con delle macchie azzurre circolari e delle sfumature bluastre o nerastre. I primi due raggi sono molto più allungati e sembrano dei filamenti. La pinna anale è più corta di quella dorsale, e come quest'ultima è rossa, bordata di azzurro e con delle macchie azzurre circolari. La pinna caudale ha il margine arrotondato ed è prevalentemente blu. Le pinne pelviche sono ampie, rosse e nere.

## Alimentazione
Come la maggior parte dei congeneri, si nutre prevalentemente di invertebrati acquatici (zooplancton).

## Conservazione
Questa specie è classificata come "a rischio minimo" (LC) dalla lista rossa IUCN perché a parte la saltuaria cattura per essere allevata in acquario, non sembra essere minacciata da particolari pericoli; è inoltre diffusa in alcune aree marine protette.